# Bromuro di acetile
Il bromuro di acetile è un alogenuro acilico di formula  CH3C(O)Br. Questo organobromuro è un liquido incolore fumante di odore pungente, formalmente derivato dell'acido acetico sostituendo l'ossidrile con un atomo di bromo. Viene usato principalmente come acetilante in sintesi organica.

## Sintesi
Il bromuro di acetile fu sintetizzato per la prima volta nel 1863 dal chimico francese Henri Gal (1839-1898), distillandolo da una miscela di acido acetico, bromo e fosforo. In laboratorio si può sintetizzare per reazione tra acido acetico e tribromuro di fosforo:
3CH3COOH + PBr3 → 3CH3COBr + H3PO3

## Reattività
Il bromuro di acetile puro è un liquido incolore, ma i prodotti commerciali sono spesso giallo-bruni per la presenza di bromo formato per decomposizione. 
Analogamente agli altri alogenuri di acetile, anche il bromuro di acetile reagisce a contatto con l'acqua. In questo caso si formano acido bromidrico e acido acetico:
CH3COBr + H2O → HBr + CH3COOH

## Tossicità / indicazioni di sicurezza
Il bromuro di acetile è disponibile in commercio. Il composto è corrosivo, e provoca ustioni agli occhi, alla pelle e alle mucose. Reagisce violentemente con acqua e umidità producendo acido bromidrico. Non è classificato come cancerogeno. È nocivo per gli organismi acquatici.